# У мојој соби
У мојој соби је други студијски албум српске певачице Александре Ковач, издат 7. децембра 2009. године за продукцијску кућу „RAproduction”. На албуму се налази 11 песама разних жанрова попут соула, блуза, џеза и кантри рока; а поред песама на српском, албум садржи и једну песму на шпанском, чији је текст написао баскијски кантаутор Микел Херцог, и једну на енглексом.
Александра је, заједно са Романом Горшеком, продуцирала албум, а поред њих двоје у писању текстова учествовали су и Маја Марковић и Александрина мајка Споменка Ковач. Музику је такође сама компоновала са изузетком песама „То је то”, коју је урадила у сарадњи са шведским музичарима Андерсом Викстремом и Фредриком Томандером, и „У једној секунди”, у чијем компоновању је учествовао и Кристофер Викберг. Албум је сниман у студију „Београдски глас” од августа до новембра 2009, а миксовање је одрађено у студију „Sky” у новембру исте године.

## Списак песама
| №   | Назив                    | Текст                          | Музика                                            | Трајање |  |
| 1.  | То је то                 | Роман Горшек                   | Александра Ковач Андерс Викстрем Фредрик Томандер | 3:33    |  |
| 2.  | Хока хеј                 | Александра Ковач               | Александра Ковач                                  | 4:00    |  |
| 3.  | Херој                    | Маја Марковић Александра Ковач | Александра Ковач                                  | 4:00    |  |
| 4.  | Недостајеш ми            | Споменка Ковач                 | Александра Ковач                                  | 3:51    |  |
| 5.  | Опет сам ту              | Александра Ковач               | Александра Ковач                                  | 3:47    |  |
| 6.  | У једној секунди         | Александра Ковач               | Кристофер Викберг Александра Ковач                | 3:06    |  |
| 7.  | Хало?                    | Споменка Ковач                 | Александра Ковач                                  | 4:10    |  |
| 8.  | Cuando No Estas Aqui     | Микел Херцог                   | Александра Ковач                                  | 3:06    |  |
| 9.  | У мојој соби             | Александра Ковач               | Александра Ковач                                  | 4:11    |  |
| 10. | Remembering Love         | Александра Ковач               | Александра Ковач                                  | 3:17    |  |
| 11. | Да ли некад сањаш сан... | Роман Горшек                   | Александра Ковач                                  | 3:28    |  |

## Сарадници
Преузето са бележака на омоту албума.
- Александар Стојановић — тонски сниматељ (заједно уз Александру и Романа)
- Александар Мутић — микс инжињер
- Милена Ракочевић — форографија
- Никола Радојчић — дизајн омота